# Андреев, Пётр Петрович
 Пётр Петро́вич Андре́ев  (1845—1912) — российский военный, генерал-майор.

## Биография
Родился 3 февраля 1845 года. Образование получил во 2-м военном Константиновском училище. 12 июня 1863 года определен корнетом в 13 Владимирский уланский Его Императорского Высочества Великого князя Михаил Николаевича полк. 3 июля 1866 года переведен в лейб-гвардейский Кирасирский Его Величества полк.
9 ноября того же года назначен ординарцем к начальнику штаба войск гвардии Петербургского военного округа. 30 августа 1868 года назначен адъютантом великого князя Николая Николаевича старшего. 30 августа 1876 года произведен в полковники. Принимал участие в русско-турецкой войне.
12 января 1878 года назначен шталмейстером двора великого князя Николая Николаевича старшего. 15 мая 1883 года получил чин действительного статского советника, с оставлением в должности шталмейстера. 15 февраля 1892 года тайный советник, с увольнением со службы.
29 декабря того же года зачислен по армейской кавалерии, с прежним чином полковника, с назначением состоять по военному министерству. 21 сентября 1895 года состоял в распоряжении командующего войсками Варшавского военного округа. 19 ноября 1895 года назначен председателем управления Варшавских правительственных театров.
23 декабря 1897 года назначен состоять по военному министерству. 14 августа 1905 года назначен в распоряжение главнокомандующего войсками гвардии и Петербургского военного округа. Скончался в 1912 году.

## Награды
- Орден Красного орла 3-й ст. (1873)
- Орден Святого Станислава 2-й ст. (1873)
- Орден Железной короны 3-й ст. (1874)
- Орден Святого Владимира 4-й ст. (1876)
- Золотое оружие «За храбрость» за отличие в делах против турок (1877)
- Орден Святой Анны 2-й ст. с мечами  (1878)
- Орден Звезды Румынии 3-й ст. (1880)
- Орден Таковского креста 1-й ст. (1885)
- Медаль «За храбрость» 1-й ст.  (1887)
- Черногорская медаль (1880)
- Орден Османие 3-й ст. (1880)
- Орден Святого Владимира 3-й ст. (1881)
- Орден Святого Станислава 1-й ст. (1886)
- Орден Святой Анны 1-й ст.  (1889)
- Орден Князя Даниила I 1-й ст. (1889)